# سناب شات
سناب شات (بالإنجليزية: Snapchat) هو تطبيق تواصل اجتماعي يتيح للمستخدمين تسجيل، بث، ومشاركة الرسائل المصورة. تم تطويره بواسطة إيفان شبيغل وبوبي ميرفي، خلال فترة دراستهما في جامعة ستانفورد. يتيح التطبيق للمستخدمين التقاط الصور، تسجيل مقاطع الفيديو، وإضافة نصوص ورسومات، ثم إرسالها إلى قائمة محددة من المتلقين. تُعرف هذه الصور ومقاطع الفيديو المرسلة باسم "اللقطات". يمكن للمستخدم تحديد مدة زمنية لعرض اللقطة، تتراوح بين ثانية واحدة وعشر ثوانٍ، وبعد انتهاء هذه المدة تُحذف الرسائل تلقائيًا من جهاز المستلم ومن خوادم سناب شات. ومع ذلك، ظهرت تطبيقات تسمح بحفظ الفيديوهات بطرق معينة، من خلال اختراق بسيط للنظام.
تعرض سناب شات لمحاولات استحواذ من عدة شركات تقنية كبرى. يشتهر التطبيق باستخدام اللون الأصفر في كافة حملاته الإعلانية والتسويقية.
اعتبارًا من مارس 2020، بلغ عدد المستخدمين النشطين يوميًا على سناب شات حوالي 229 مليون مستخدم، ويتم إرسال أكثر من 4 مليارات لقطة يوميًا. يحظى سناب شات بشعبية واسعة بين الأجيال الشابة، خاصة بين المراهقين الذين تقل أعمارهم عن 16 عامًا.

## تطور التطبيق

### النموذج المبدئي
وفقًا لوثائق وبيانات الإيداع، إقترح ريجي براون على إيفان شبيغل فكرة تطبيق صور مؤقتة تختفي بعد مدة من إرسالها، على خلاف الصور الدائمة على مواقع التواصل الإجتماعي والتي كانت شائعة آنذاك، لامتلاك شبيغل خبرة عمل سابقة في المجال. إقترح فيما بعد كلٌ من براون وشبيغل على بوبي ميرفي، المشاركة في العمل على المشروع، لامتلاكه خبرة في البرمجة. عمل الثلاثة  بجهد على المشروع لعدة أشهر وأطلقوا سناب شات للمرة الأولى على نظام التشغيل آي أو إس في 8 يوليو 2011 باسم «بيكابو». بعد أشهر من إطلاق التطبيق تم إقصاء ريجي براون من الشركة.
تمت إعادة إطلاق التطبيق باسم سناب شات في سبتمبر 2011، وركز الفريق على بذل الجهد في تحسين قابلية الاستخدام والجوانب التقنية، بدلاً من التركيزعلى الإعلانات والعلامات التجارية. وكان أحد إستثناءات هذه الإستراتيجية هو قرار الاحتفاظ بشعار من تصميم براون، «غوستفايس كيلر»، والذي سُمِّي باسم المغني غوستفايس كيلر من فرقة الهيب هوب وو تانج كلان.
في 8 مايو 2012، أرسل ريجي براون بريدًا إلكترونيًا إلى إيفان شبيجل خلال سنتهم الأولى في جامعة ستانفورد، حيث عرض عليه إعادة التفاوض على حصة عادلة فيما يتعلق بملكيته للشركة. رد محامو سناب شات بالإصرار على أنه لم يكن لديه أي مساهمة إبداعية بالمنتج. كما اتَّهَم المحامون براون بارتكاب عملية احتيال ضد شبيغل وميرفي من خلال الادعاء الكاذب بأنه مخترع المنتج. نيابة عن عملائهم، خلصت شركة المحاماة إلى أن ريجي براون لم يقدم أي مساهمات ذات قيمة لسناب شات، وبالتالي فلا يحق له الحصول على أي حصة من الأرباح. بعد مدة وتحديدًا في سبتمبر 2014، توصل براون إلى اتفاق مع شبيغل وميرفي يقضي بحصوله على مقابل 157.5 مليون دولار بالإضافة إلى اعتباره رسميا أحد المؤسسين الأصليين لسناب شات.
في أول منشور له في المدونة بتاريخ 9 مايو 2012، وصف الرئيس التنفيذي إيفان شبيجل مهمة الشركة قائلاً: «لا يتعلق سناب شات بالتقاط لحظة كوداك التقليدية. إنه يتعلق بالتواصل مع التشكيلة الكاملة للمشاعر الإنسانية وإنه لا يقتصر فقط على ما يبدو جميلاً أو مثالياً». قدم إيفان شبيجل سناب شات كحل للضغوط والمشاكل الناجمة عن طول عمر المعلومات الشخصية على وسائل التواصل الاجتماعي.

### النمو
اعتبارًا من مايو 2012، تم إرسال 25 صورة سناب شات في الثانية الواحدة، واعتبارًا من نوفمبر 2012، شارك المستخدمون أكثر من مليار صورة على تطبيق سناب شات آي أو إس، مع مشاركة 20 مليون صورة يوميًا. في الشهر نفسه، ذكر شبيجل مشاكل تتعلق بقابلية توسيع قاعدة المستخدمين مشيرًا أنها السبب الذي جعل سناب شات يواجه بعض الصعوبات في توصيل صوره، المعروفة باسم «سنابس»، في الوقت الفعلي. تم إصدار سناب شات كتطبيق أندرويد في 29 أكتوبر 2012.
في يونيو 2013، تم إطلاق الإصدار 5.0 من سناب شات لنظام التشغيل آي أو إس والمسمى «بانكو». قدم الإصدار المحدث العديد من التحسينات فيما يخص السرعة والتصميم، بما في ذلك التنقل السريع، النقر المزدوج للرد، تحسين عملية البحث عن أصدقاء، وملفات التعريف داخل التطبيق. الاسم مستوحى من شخصية البطل الشبح من مسرحية ماكبث لشكسبير، وهي شخصية تنتصر في نهاية القصة على قوى الشر. في يونيو 2013، قدم سناب شات سنابكيدز للمستخدمين الذين تقل أعمارهم عن 13 عامًا. كان سنابكيدز جزءًا من تطبيق سناب شات الأصلي ويتم تنشيطه عندما يقدم المستخدم تاريخ الميلاد للتحقق من العمر الأقل من 13 سنة. سمح سنابكيدز للأطفال بالتقاط اللقطات والرسم عليها، لكنه ليس بإمكانهم إرسال لقطات إلى مستخدمين آخرين ويمكنهم فقط حفظ اللقطات محليًا على الجهاز المستخدم.
وفقًا لإحصائيات سناب شات المنشورة، اعتبارًا من مايو 2015، كان مستخدمو التطبيق يُرسِلُون ملياري مقطع فيديو يوميًا، ليصلوا إلى 6 مليارات بحلول نوفمبر.
بحلول عام 2016، وصلت مشاهدات فيديوهات سناب شات إلى 10 مليارات مشاهدة يوميًا في مايو 2016، جمع سناب شات 1.81 مليار دولار من طرح الأسهم، مما يشير إلى اهتمام المستثمرين البالغ بالشركة. بحلول 31 مايو 2016، كان لدى التطبيق ما يقارب 10 ملايين مستخدم نشط يوميًا في المملكة المتحدة. في فبراير 2017، كان لدى سناب شات 160 مليون مستخدم نشط يوميًا، وارتفع الرقم إلى 166 مليونًا في مايو 2017.
رفعت شركة إنفستل كابيتال كورب، وهي شركة كندية، دعوى قضائية ضد سناب شات لانتهاك براءة اختراعها للفيلتر الجغرافي في عام 2016. كانت الشركة تسعى للحصول على تعويض نقدي وأمرٍ يمنع سناب شات ومقرها كاليفورنيا من التعدي على براءة اختراعاتها في المستقبل.
في سبتمبر 2016، أعيدت تسمية شركة سناب شات إلى شركة سناب. لتتزامن مع تقديم أول منتج لأجهزة الشركة، نظارات سبكتاكلس وهي نظارات ذكية مزودة بكاميرا مدمجة يمكنها تسجيل فيديو 10 ثوانٍ في المرة الواحدة. في 20 فبراير 2017، أصبحت نظارة سبكتاكلس متاحة للشراء عبر الإنترنت.
أعلن سناب شات عن إعادة تصميمه في نوفمبر 2017، الأمر الذي أثار الجدل لدى العديد من متابعيه. أدرجت الصحفية إنغريد أنجولو من قناة سي إن بي سي بعض الأسباب التي جعلت الكثير من المستخدمين يكرهون هذا التحديث، مشيرة إلى أن إرسال السنابس وإعادة مشاهدة الستوريز صار أكثر تعقيدًا، كما أن الستوريز والسنابس صارتا مدرجتين في نفس الصفحة، وأن الصفحة الرئيسية تضم الآن محتوى إشهاري. أرسلت كايلي جينر في فبراير 2018 تغريدة انتقدت فيها إعادة تصميم تطبيق سناب شات، مما تسبب في خسارة شركة سناب لأكثر من 1.3 مليار دولار من قيمتها السوقية. كما وقع أكثر من 1.2 مليون شخص على عريضة التغيير، مطالبين الشركة بإزالة التحديث الجديد.
في ديسمبر 2019، أعلن آب آني أن سناب شات هو خامس أكثر تطبيقات الهواتف تحميلاً خلال العقد. تتضمن البيانات أرقامًا لتنزيلات آي أو إس بدءًا من عام 2010 وتنزيلات أندرويد بدءًا من عام 2012. في يناير 2020 استحوذ سناب شات على شركة الذكاء الاصطناعي الناشئة الفاكتوري، بهدف تطوير قدرات خدمات الفيديو الخاصة به.
في نوفمبر 2020، أعلنت سناب شات أنها ستدفع ما مجموعه مليون دولار يوميًا للمستخدمين الذين ينشرون مقاطع فيديو شائعة. لم تذكر الشركة معايير اعتبار مقطع الفيديو شائعا أو عدد الأشخاص الذين سيتم تقسيم المدفوعات بينهم. هذا العرض الترويجي، والمسمى الأضواء الكاشفة لسناب شات، كان من المقرر أن يستمر حتى نهاية العام، على الرغم من أن الشركة أشارت إلى أنها ستستمر إذا نجحت الفكرة.

## المميزات

### الوظائف الأساسية
يُستخدَم سناب شات بشكل أساسي لإنشاء رسائل يشار إليها باسم «سنابس»؛ والتي يمكن أن تكون عبارة عن صورة أو مقطع فيديو قصير، ويمكن تعديلها لتتضمن تحسينات، تأثيرات، تعليقات نصية ورسومات. يمكن توجيه السنابس بشكل خاص إلى جهات اتصال محددة، أو إلى «ستوري» شبه عام أو «ستوري» عام أو ما يسمى أيضًا «أَوَرْ ستوري». تمت إضافة القدرة على إرسال لقطات فيديو كميزة إضافية في ديسمبر 2012. من خلال الضغط المطول على زر الصورة داخل التطبيق، يمكن التقاط مقطع فيديو تصل مدته إلى عشر ثوانٍ. أوضح شبيجل أن هذه العملية سمحت بضغط وتركيز بيانات الفيديو في حجم الصورة. سمح التحديث اللاحق بالقدرة على التسجيل لمدة تصل إلى 60 ثانية، يتم تقسيمها إلى فواصل زمنية مدتها 10 ثوانٍ. بعد مشاهدة واحدة، يختفي الفيديو بشكل افتراضي. في 1 مايو 2014، تمت إضافة القدرة على التواصل عبر محادثة الفيديو. تم أيضًا إضافة ميزات المراسلة المباشرة في التحديث، مما يسمح للمستخدمين بإرسال رسائل نصية سريعة الزوال إلى الأصدقاء والعائلة مع حفظ أي معلومات مطلوبة من خلال النقر عليها. وفقًا لرئيس قسم المعلومات، يستخدم سناب شات مفاهيم التسويق في الوقت الفعلي لجعل التطبيق جذابًا للمستخدمين. وفقًا لـتسويق برو، يجذب سناب شات اهتمام العملاء من خلال الجمع بين نموذج أيدا (للتسويق) والتكنولوجيا الرقمية الحديثة.
يمكن عرض سنابس الرسائل الخاصة لمدة زمنية يحددها المرسل تتراوح من 1 إلى 10 ثوانٍ قبل أن يتعذر الوصول إليها. كان المستخدمون في السابق مطالبين بالضغط باستمرار على الشاشة من أجل عرض السنابس، تمت إزالة هذه الخاصية في يوليو 2015. كان الهدف من هذه الخاصية منع القدرة على التقاط لقطات شاشة للسنابس؛ لا يمنع تطبيق سناب شات التقاط لقطات الشاشة ولكن يمكنه إعلام المرسل إذا إكْتُشِف أنه تم حفظها. ومع ذلك، يمكن تجاوز هذه الإشعارات إما من خلال تعديلات غير مصرح بها للتطبيق أو عن طريق الحصول على الصورة من خلال وسائل خارجية (كاميرا هاتف آخر مثلاً). يمكن إعادة تشغيل سناب واحد في اليوم مجانًا. في سبتمبر 2015، قدم سناب شات خيار شراء إعادات مشاهدة إضافية من خلال عمليات الشراء داخل التطبيق. لكن تم إلغاء هذا الخيار في أبريل 2016.
يمكن إضافة الأصدقاء عبر أسماء المستخدمين وقوائم اتصال الهاتف، باستخدام «رموز سناب»، أو من خلال خاصية «إضافة بالقرب»، والتي تبحث عن المستخدمين القريبين من موقعك والموجودين أيضًا في قائمة «إضافة بالقرب». يُعتبر سناب شات تطبيقا مرحًا وعفويًا حيث أوضح شبيجل أن الهدف من سناب شات هو مواجهة اتجاه المستخدمين الذين يجبرونك على إظهار هوية مثالية عبر الإنترنت، والتي يقول أنها «سلبت الناس متعة التواصل».
في نوفمبر 2014، قدم سناب شات «سناب كاش»، وهي ميزة تتيح للمستخدمين إرسال الأموال واستلامها من بعضهم البعض عبر الرسائل الخاصة. وهو نظام مدفوعات مدعوم من شركة سكوير.
في يوليو 2016، قدم سناب شات ميزة اختيارية جديدة تُعرف باسم «ذكريات». تتيح الذكريات حفظ السنابس ومنشورات الستوريز في منطقة تخزين خاصة، حيث يمكن عرضها جنبًا إلى جنب مع الصور الأخرى المخزنة على الجهاز، بالإضافة إلى إمكانية تحريرها ونشرها على شكل سنابس أو منشورات ستوريز أو رسائل. عند مشاركة الذكرى مع الستوري الحالية للمستخدم، سيكون للذكرى إطار أبيض وطابع زمني للإشارة إلى عمرها. يمكن البحث في المحتوى الموجود في منطقة تخزين الذكريات حسب التاريخ أو باستخدام نظام تمييز الأشياء. يمكن أيضًا وضع السنابس التي يمكن الوصول إليها داخل الذكريات في منطقة «عيني فقط» المقفلة برقم التعريف الشخصي. صرح سناب شات أن ميزة الذكريات مستوحاة من ممارسة التمرير اليدوي للصور في الهاتف لعرضها للآخرين. في أبريل 2017، تمت إزالة الحد الأبيض حول الذكريات القديمة. بينما كان المقصود كان من تلك الخاصية في الأصل هو إعلام المشاهدين بأن المحتوى قديم، كتب موقع تك كرانش أن المؤشر «انتهى به الأمر إلى إزعاج المستخدمين الذين لم يرغبوا في تغييرالسنابس الخاصة بهم، وأحيانًا إلى الحد الذي يقررون فيه عدم مشاركة المحتوى القديم على الإطلاق.»
في مايو 2017، أتاح أحد التحديثات إرسال سنابس مع وقت مشاهدة غير محدود، مما أدى إلى تقليل المدة القصوى السابقة البالغة عشر ثوانٍ، مع اختفاء المحتوى بعد إغلاقه عمدًا من قبل المستلم. كما تم إطلاق أدوات إبداعية جديدة، وهي القدرة على الرسم باستخدام رمز تعبيري، ومقاطع الفيديو التي يتم تشغيلها في حلقة، وممحاة تتيح للمستخدمين إزالة ما يعكر الصورة مع ملء التطبيق للمساحة الخلفية.
في يوليو 2017، بدأ سناب شات في السماح للمستخدمين بإضافة روابط إلى سناب، مما يمكنهم من توجيه المشاهدين إلى مواقع ويب محددة؛ كانت الميزة متاحة فقط للعلامات التجارية سابقًا. بالإضافة إلى ذلك، أضاف التحديث المزيد من الأدوات الإبداعية: تتيح ميزة «الخلفية» للمستخدمين قص أشياء معينة من صورهم وتطبيق أنماط ملونة عليها من أجل زيادة التركيز على هذه الأشياء، ومكنت «مرشحات الصوت» المستخدمين من إعادة دمج اصواتهم في سناب.للعلم فقد كانت فلاتر الصوت متاحة سابقًا، لكن التحديث الجديد الذي يضيف رمز مكبر صوت يسمح بإعادة مزج الأصوات في أي سناب.
في يونيو 2020، أعلنت شركة سناب عن «ميني»، وهي تطبيقات صغيرة موجودة داخل تطبيق سناب الرئيسي.

### المرشحات، العدسات والملصقات
يوفر سناب العديد من الأشكال المختلفة من المؤثرات المرئية والملصقات المخصصة والمناسبة لكل الوجوه. المرشحات الجغرافية أو جيوفيلترز هي تراكبات وتحسينات رسومية متاحة إذا كان المستخدم داخل موقع جغرافي معين، مثل مدينة أو حدث أو وجهة. يمكن للمستخدمين تصميم وإنشاء الجيوفيلترز الخاصة بهم للمناسبات الشخصية مقابل رسم قدره 10-15 دولارًا أمريكيًا للساعة. يمكنهم أيضًا الاشتراك في خطة سنوية تتراوح من 1000 دولار إلى 10000 دولار حسب الموقع، للحصول على فيلتر دائم. تم إطلاق ميزة مشابهة تُعرف باسم جيوستيكرز في 10 مدن رئيسية في عام 2016. بيتموجي عبارة عن ملصقات تضم صورًا شخصية للرسوم المتحركة، والتي يمكن استخدامها في اللقطات والرسائل. يمكن أيضًا استخدام أحرف بيتموجي باعتبارها عدسات عالمية.
تتيح ميزة «العدسة»، التي تم تقديمها في سبتمبر 2015، للمستخدمين إضافة تأثيرات في الوقت الفعلي إلى لقطاتهم باستخدام تقنية اكتشاف الوجه. يتم تنشيط هذه الخاصية عن طريق الضغط لفترة طويلة على وجه داخل عدسة الكاميرا. في أبريل 2017، وسع سناب شات هذه الميزة إلى «عدسات عالمية»، والتي تستخدم تقنية الواقع المعزز لدمج العناصر المعروضة ثلاثية الأبعاد (مثل الكائنات والشخصيات المتحركة) في المشاهد؛ يتم وضع هذه العناصر وتثبيتها في مساحة ثلاثية الأبعاد.
في 26 أكتوبر 2018، أطلقت شركة سناب تطبيق سناب كاميرا لسطح المكتب لحواسيب وينداوز وماك، والذي يتيح استخدام عدسات سناب شات في مكالمات الفيديو وخدمات البث المباشر مثل سكايب، تويتش، يوتيوب وزووم. أطلقت شركة سناب أيضًا تعاونًا مع منصة تويتش للبث المباشر عبر الأنترنت، يتمثل في  إضافة عنصر واجهة مستخدم أثناء بث سنابكودز، والقدرة على تقديم عدسات لزيادة عدد المشاهدين وكحافز لمشتركي القناة. تم أيضًا إطلاق العديد من العدسات المتعلقة بألعاب الفيديو، بما في ذلك العدسات المستوحاة من ليغ أوف ليجيندزوأوفرواتش وببجي.
في أغسطس 2020، تعاون سناب شات مع 4 مؤثرين من تيك توك لإطلاق عدسات الواقع المعزز لخلق تجربة تفاعلية أكثر مع المستخدمين. تدمج العدسات الآن تقنيات رسم الخرائط الجغرافية لدمج التراكبات الرقمية على أسطح العالم الحقيقي. تتعقب هذه العدسات 18 مفصلاً في جميع أنحاء جسم المستخدم لتحديد حركاته، وإحداث تأثيرات حول جسمه . تستخدم الإعلانات الآن أيضًا عدسات الواقع المعزز التي تجعل المستخدمين جزءًا من الإعلان. تستخدم العديد من العلامات التجارية اليوم بما فيها كوكا كولا، بيبسي وتاكو بل تكنولوجيا سناب شات من أجل الترويج لمنتجاتها. لم يعد المستهلكون يتصفحون هذه الإعلانات، بل أصبحوا جزءًا منها ببفضل عدسات الواقع المعزز.

### إيموجي الأصدقاء
من بين مميزات سناب شات العديدة إمكانية تخصيص الرموز التعبيرية أو الإيموجي لمختلف أنواع الأصدقاء، مثل أفضل الأصدقاء، أصدقاء إلى الأبد، صديق مشترك...
سنابسكور، هو النظام الذي يوضح عدد اللقطات التي أرسلتها واستلمتها ليتم تسجيلها وجعلها مرئية لأصدقائك. إذا نقرت على درجاتك الخاصة، فستظهر نسبة اللقطات المرسلة والمستلمة، حيث أن مقدار اللقطات التي أرسلتها يظهر على اليمين ومقدار اللقطات التي تلقيتها على اليسار، وهذه الأرقام مجتمعة هي نقاط سناب شات الخاصة بك. هناك مرادفات متعددة لنتيجة سناب شات مثل نقاط سناب شات، سنابسكور ورقم سناب.

### ستوريز واكتشافات
في أكتوبر 2013، قدم سناب شات ميزة «قصتي» أو ماي ستوري، والتي تسمح للمستخدمين بتجميع اللقطات في أحداث تسلسل زمني، في متناول جميع أصدقائهم. بحلول يونيو 2014، صارت لقطات الصور والفيديهوات المقدمة للأصدقاء في وظيفة ستوريز الخاصة من شخص لآخر الوظيفة الأكثر استخدامًا للخدمة، مع أكثر من مليار مشاهدة يوميًا وهي ضعف المشاهدات اليومية التي تم تسجيلها في أبريل 2014 .
في يونيو 2014، تم توسيع ميزة القصة لتشمل «قصصنا» أو أَوَر ستوريز، والتي تم تغييرها بعد ذلك إلى «قصص مباشرة» بعد حوالي عام. تتيح هذه الميزة للمستخدمين في الموقع في أحداث معينة (مثل المهرجانات الموسيقية أو الأحداث الرياضية) المساهمة بلقطات لستوري منظمة يتم الإعلان عنها لجميع المستخدمين، يُمَكِّن هذ الأمر من عرض حدث واحد من وجهات نظر متعددة. يمكن أيضًا أن تستعمل هذه اللقطات المنسقة لأحداث محلية، لكن سناب شات قلص في نهاية المطاف اللقطات المحلية من أجل التركيز على الأحداث العامة.
تمت إضافة تصنيف «القصص الرسمية» في نوفمبر 2015 للإشارة إلى القصص العامة لشخصيات بارزة ومشاهير، على غرار برنامج «الحساب المؤكد» على تويتر.
في يناير 2015، قدم سناب شات «إكتشف» وهي منطقة تحتوي على قنوات محتوى قصير مدعوم بالإعلانات من كبار الناشرين، بما في ذلك بزفيد، سي إن إن، إي إس بي إن، ماشابل، بيبول، إعلام فايس وسناب شات أيضا. لمعالجة مخاوف استخدام البيانات المتعلقة بهذه الوظائف، تمت إضافة خيار «وضع السفر» في أغسطس 2015. عند التنشيط، تمنع الميزة التنزيل التلقائي للقطات حتى يطلبها المستخدم بنفسه.
في أكتوبر 2016، تم تحديث التطبيق لاستبدال وظيفة التقدم التلقائي، والتي تنقل المستخدمين تلقائيًا من قصة إلى أخرى بميزة «قائمة تشغيل القصة»، التي تتيح للمستخدمين تحديد الصور المصغرة للمستخدمين في القائمة لتشغيل القصص المحددة فقط.
في يناير 2017، جدد سناب شات تصميمه، مضيفًا وظائف البحث وميزة «قصتنا» العالمية الجديدة، والتي يمكن لأي مستخدم المساهمة فيها.
في مايو 2017، قدم سناب شات «قصص مخصصة»، مما أتاح للمستخدمين بشكل تعاوني إنشاء قصص تجمع بين لقطاتهم.
في يونيو 2017، تم تقديم «خريطة سناب»، والتي تتيح للمستخدمين اختيارياً مشاركة مواقعهم الجغرافية مع الأصدقاء. يمكن استخدام عرض الخريطة، الذي يمكن الوصول إليه من عدسة الكاميرا، لتحديد مواقع القصص بناءً على بيانات الموقع. يؤدي الدخول في «وضع الشبح» إلى إخفاء المستخدم عن الخريطة. تعتمد الوظيفة على تطبيق زينلي، الذي اشترته شركة سناب قبل إطلاقه. يتم توفير بيانات الخريطة من خريطة الشارع المفتوحة وماب بوكس، بينما تأتي صور القمر الصناعي من ديجيتال جلوب.
في فبراير 2020، أصدر سناب شات سلسلة رسوم متحركة تدعى بيتموجي تيفي في كل أنحاء العالم، والتي تعرض الصور الرمزية للمستخدمين.

### محتوى الفيديو الأصلي
ذكرت صحيفة وول ستريت جورنال في مايو 2017 أن شركة سناب، قد وقعت صفقات مع إن بي سي العالمية، أي أند إي نيتوورك، وبي بي سي وأيه بي سي ومترو غولدوين ماير وغيرها من منتجي المحتوى لتطوير عروض أصلية لعرضها من خلال قصص سناب شات". وفقًا للتقرير، كان سناب شات يأمل في توفير العديد من العروض الجديدة على أساس يومي، بحيث يستمر كل عرض ما بين ثلاث وخمس دقائق، وقد أرسلت الشركة تقارير مفصلة إلى شركائها حول كيفية إنتاج محتوى لسناب شات. خلال عامي 2017 و 2018، أطلق سناب شات وشركاؤه العديد من العروض.

### المراسلة
على عكس تطبيقات المراسلة الأخرى، وصف شبيجل وظائف المراسلة في سناب شات بأنها «محادثات»، وليست «معاملات». كما ذكر شبيجل أنه لم يجد مثل هذه المحادثات أثناء استخدام منتجات المنافسين مثل آي مسج.
بدلاً من الإشعار التقليدي عبر الإنترنت، يتم عرض زر نابض أزرق "هنا" داخل نافذة الدردشة الخاصة بالمرسل إذا كان المستلم يشاهد حاليًا نافذة الدردشة الخاصة به. عند الضغط على هذا الزر، يتم تشغيل وظيفة دردشة الفيديو على الفور. بشكل افتراضي، تختفي الرسائل بعد قراءتها، ولا يتم إرسال إشعار إلى المستلم إلا عندما يبدأ في الكتابة. يمكن للمستخدمين أيضًا استخدام الرسائل للرد على اللقطات التي تشكل جزءًا من الستوري. تستخدم ميزة الدردشة المرئية تقنية من آدلايف وهو موفر اتصالات في الوقت الفعلي حصل عليه سناب شات قبل إطلاق الميزة. فيما يتعلق بمؤشر "هنا"، أوضح شبيجل أن "فكرة مؤشر الإتصال عبر الإنترنت الموجود بكل خدمة دردشة هو مؤشر سلبي حقًا. وهذا يعني أن" صديقي متاح ولا يريد التحدث إليك "، على خلاف فكرته التي تعني أن "صديقي هنا ويعطيك اهتمامه الكامل". صرّح شبيجل كذلك أن وظيفة الفيديو هنا تمنع الإحراج الذي يمكن أن ينشأ من التطبيقات التي تستخدم مؤشرات الكتابة لأنه، مع الاتصال النصي، تفقد المحادثات سيولتها حيث يحاول كل مستخدم تجنب الكتابة في نفس الوقت مع المستخدم الآخر.
في 29 آذار (مارس) 2016، أطلق سناب شات مراجعة كبيرة لوظيفة المراسلة المعروفة باسم «شات 2.0»، بإضافة ملصقات، تسهيل الوصول إلى مؤتمرات الصوت والفيديو، القدرة على ترك «ملاحظات» صوتية أو فيديوتية، والقدرة على مشاركة أحدث صور الكاميرا. يهدف تنفيذ هذه الميزات إلى السماح للمستخدمين بالانتقال بسهولة بين الدردشة النصية، الصوتية والمرئية حسب الحاجة مع الاحتفاظ بمستوى متساوٍ من الوظائف. في يونيو 2018، أضاف سناب شات ميزة حذف رسالة مرسلة (بما في ذلك ؛ الصوت، الفيديو والنص) قبل قراءتها. تتيح الميزة التي تم تقديمها في أغسطس 2018 للمستخدمين إرسال ملفات جي آي إف الموسيقية تيون موجيس.

### التشفير
في يناير 2018، قدم سناب شات استخدام التشفير من طرف إلى طرف في التطبيق ولكن فقط للستوريز (الصور والفيديو)، وفقًا لمهندس أمان سناب شات في مؤتمر تشفير العالم الحقيقي في يناير 2019. اعتبارًا من مؤتمر يناير 2019، كان لدى سناب شات خطط لإدخال التشفير من طرف إلى طرف للرسائل النصية والمحادثات الجماعية في المستقبل.

## الأعمال والميديا

### التركيبة السكانية
منذ أيامه الأولى، كانت التركيبة السكانية الرئيسية لسناب شات تتألف من الفئة العمرية للجيل زد. في متجر التطبيقات، التصنيف العمري هو 12+. في عام 2014، صمم باحثون من جامعة واشنطن وجامعة سياتل باسيفيك استبيانًا للمستخدم للمساعدة في فهم كيفية استخدام التطبيق وسبب استخدامه. افترض الباحثون في الأصل أنه نظرًا للطبيعة المؤقتة لرسائل سناب شات، فإن استخدامها سيكون في الغالب للمحتوى الحساس وللأمور الخصوصية بما في ذلك الاستخدام المحتمل للمحتوى الجنسي وإرسال الرسائل النصية. ومع ذلك، يبدو أن سناب شات يُستخدم لمجموعة متنوعة من الأغراض الإبداعية التي لا تتعلق بالضرورة بالخصوصية على الإطلاق. في الدراسة، أفاد 1.6٪ فقط من المشاركين باستخدام سناب شات في المقام الأول لإرسال الرسائل النصية، على الرغم من اعتراف 14.2٪ بإرسال محتوى جنسي عبر سناب شات في وقت ما. تشير هذه النتائج إلى أن المستخدمين لا يبدو أنهم يستخدمون سناب شات للمحتوى الحساس. بدلاً من ذلك، وجد أن الاستخدام الأساسي لسناب شات هو المحتوى الكوميدي مثل «الوجوه الغبية» حيث أبلغ 59.8٪ من المشاركين عن هذا الاستخدام الذي يُعْتَبر الأكثر شيوعًا. حدد الباحثون أيضًا كيف يتجنب مستخدمو سناب شات أنواع المحتوى التي لا يرغبون في إرسالها في التطبيق. وجدوا أن غالبية المستخدمين غير مستعدين لإرسال محتوى مصنف على أنه إرسال جنسي (74.8٪ من المستجيبين)، أو صور مستندات (85.0٪ من المستجيبين)، أو رسائل تحتوي على محتوى مشكوك فيه قانونيًا (86.6٪ من المستجيبين)، أو محتوى يعتبر سيئًا أو مهينًا (93.7٪ من أفراد العينة).
أشارت نتائج الدراسة أيضًا إلى أن نجاح سناب شات لا يرجع إلى خصائصه الأمنية، ولكن لأن المستخدمين وجدوا التطبيق ممتعًا. وجد الباحثون أن المستخدمين على ما يبدو يدركون جيدًا (79.4٪ من المشاركين) أن استعادة اللقطات أمر ممكن وأن غالبية المستخدمين (52.8٪ من المستجيبين) أفادوا أن هذا لا يؤثر على سلوكهم واستخدامهم لسناب شات. تم اكتشاف أن العديد من المستخدمين (52.8٪ من المستجيبين) يستخدمون خصية إطالة المهلة في اللقطات بغض النظر عن نوع المحتوى أو المستلم. أما بالنسبة للمستجيبين الباقين فهم يضنطون مهلة اللقطات الخاصة بهم اعتمادًا على المحتوى أو المستلِم. تضمنت أسباب ضبط طول وقت اللقطات مستوى الثقة والعلاقة مع المستلم، والوقت اللازم لفهم اللقطة، وتجنب لقطات الشاشة.

### الاتصالات
غالبًا ما يُنظر إلى سناب شات على أنه يمثل اتجاهًا جديدًا في وسائل التواصل الاجتماعي، حيث يتوق مستخدموه إلى طريقة لحظية وآنية للمشاركة والتواصل عبر الإنترنت. مع تركيز أقل على تراكم الحالة المستمرة التي تنطوي على وجود مادة دائمة، لهذا ركز سناب شات على الطبيعة المؤقتة للتفاعلات العابرة. من الأمور المميزة لسناب شات هو اطلاقه كشركة للهواتف المحمولة أولاً، في خضم ثورة التطبيقات والوجود المتزايد للاتصالات الخلوية، لم يكن من الضروري الانتقال إلى الهاتف المحمول بالطريقة التي كان يتعين على شبكات التواصل الاجتماعي المنافسة الأخرى القيام بها. وصف شبيجل نفسه سناب شات بأنها شركة كاميرات في الأساس. رفض شبيجل أيضًا المقارنات السابقة مع شبكات التواصل الاجتماعي الأخرى مثل فيسبوك وتويتر عندما سُئل عما إذا كان السباق الرئاسي لعام 2016 سيُذكر باعتباره انتخابات سناب شات، على الرغم من أن المرشحين الرئيسيين استخدموا التطبيق أحيانًا للوصول إلى الناخبين. ومع ذلك، انتقل تطبيق الهاتف المحمول المتنامي إلى تقديم محتوى متميز للنشر والأخبار داخل قناة اكتشف الخاصة به، بالإضافة إلى أسلوبه العام في العرض. باستخدام سناب شات، تم رسم خط واضح وقابل للتحديد بين محتوى العلامة التجارية والرسائل والمشاركة المستندة إلى المستخدم، مما يميز التطبيق المشهور مرة أخرى عن شبكات التواصل الاجتماعي الأخرى، والتي عادةً ما تمزج وتشوش أنواع المحتوى المختلفة الخاصة بها.

### التسييل
تجسد ميزات تطوير سناب شات إستراتيجية متعمدة لتحقيق الدخل. فقد أعلنت شركة سناب عن جهودها الإعلانية القادمة في 17 أكتوبر 2014، عندما أقرت بحاجتها إلى تدفق الإيرادات. صرحت الشركة أنها تريد تقييم «ما إذا كان بإمكاننا تقديم تجربة ممتعة وغنية بالمعلومات، بالطريقة التي كانت عليها الإعلانات، قبل أن تصبح مستهدفة.» تم عرض أول إعلان مدفوع من سناب شات، على شكل مقطع دعائي لفيلم مدته 20 ثانية لفيلم الرعب ويجا، للمستخدمين في 19 أكتوبر 2014.
في يناير 2015، بدأ سناب شات في التحول من التركيز على النمو إلى تحقيق الدخل. أطلقت الشركة ميزة «اكتشف» الخاصة بها، والتي سمحت بالإعلان المدفوع من خلال تقديم محتوى قصير. وشمل شركاء الإطلاق الأوليون سي إن إن، كوميدي سنترال، إي إس بي إن وفوود نتوورك، من بين آخرين. في يونيو 2015، أعلنت شركة سناب أنها ستسمح للمعلنين بشراء فيلتيرز جغرافية برعاية اللقطات؛ كان ماكدونالدز أحد العملاء الأوائل للعرض، حيث دفع ثمن مرشح جغرافي ذي علامة تجارية يغطي مواقع مطاعمه في الولايات المتحدة. حقق سناب شات دفعة لكسب عائدات الإعلانات من ميزة «لايف ستوريز» في عام 2015، بعد إطلاق الميزة في البداية في عام 2014. يمكن بيع مواضع الإعلانات ضمن لايف ستوري، أو يمكن عرض ستوري بواسطة أحد الرعاة. من المقدر أن تصل لايف ستوريز إلى ما معدله 20 مليون مشاهد في فترة 24 ساعة.

### الحملات
في سبتمبر 2015، دخلت الخدمة في شراكة مع الرابطة الوطنية لكرة القدم لتقديم لايف ستوريز من مباريات مختارة، بما في ذلك مباراة يوم الأحد ومباريات أخرى مثل ليلة الاثنين لكرة القدم وليلة الجمعة لكرة القدم، حيث يساهم كلا الطرفين في المحتوى والتعامل مع الإعلانات. أبرز تقرير اتجاهات الإنترنت لعام 2015 الذي أعدته ماري ميكر النمو الكبير في عرض الفيديو العمودي. تتم مشاهدة إعلانات الفيديو العمودية مثل إعلانات سناب شات بكاملها تسع مرات أكثر من إعلانات الفيديو الأفقية. في عام 2016، طرح غاتوريد فيلتر متحركًا كجزء من إعلانات سوبر باول في عام 2016. وقد تلقت عدسة غاتوريد 165 مليون مشاهدة على سناب شات.
في أبريل 2016، أعلنت إن بي سي الاولمبية أنها توصلت إلى اتفاق مع سناب شات للسماح بعرض ستوريز من الألعاب الأولمبية الصيفية لعام 2016 على سناب شات في الولايات المتحدة. سيشمل المحتوى قناة «إكتشف وراء الكواليس» برعاية بزفيد (شركة مولتها إن بي سي العالمية)، وقصصًا تضم مجموعة من اللقطات للرياضيين والحضور. باعت هيئة الإذاعة الوطنية الإعلانات ودخلت في اتفاقيات مشاركة الإيرادات. كانت هذه هي المرة الأولى التي تسمح فيها هيئة الإذاعة الوطنية بعرض لقطات أولمبية على ممتلكات طرف ثالث. في مايو 2016، كجزء من حملة للترويج لرجال-إكس: نهاية العالم، دفعت شركة توينتيث سينشوري فوكس تكلفة مجموعة كاملة من العدسات ليتم استبدالها بتلك المستندة إلى شخصيات من سلسلة وأفلام إكس مان ليوم واحد. في يوليو 2016، تم الإبلاغ عن أن سناب شات قد قدمت طلب براءة اختراع لعملية استخدام نظام التعرف على الأشخاص لتقديم فيلترز مدعومة بناءً على الأشخاص الذين تتم رؤيتهم في عرض الكاميرا. في وقت لاحق من ذلك العام، في سبتمبر 2016، أصدرت سناب شات أول منتج للأجهزة يسمى نظارات سبيكتاكليس. وصفها إيفان شبيجل الرئيس التنفيذي لشركة سناب بأنها «لعبة»، لكنه اعتبرها جانبًا إيجابيًا لتحرير تطبيقه من كاميرات الهواتف الذكية.
في أبريل 2017، ذكرت مجلة ديجيداي أن سناب شات ستطلق الخدمة الذاتية للإعلان على المنصة. تم إطلاق الميزة في الشهر التالي، جنبًا إلى جنب مع أخبار سناب شات لتتبع الحملات الإعلانية، والتي تم إطلاقها في بلدان محددة. في عام 2017 أيضًا، قدمت سناب شات أداة إعلانية «متجر سناب» التي تتيح للشركات التي تستخدم أدوات تحديد المواقع الجغرافية تتبع ما إذا كان المستخدمون يشترون منتجاتهم أو يزورون متجرهم في فترة 7 أيام بعد رؤية أداة التحديد الجغرافي ذات الصلة. في 13 نوفمبر 2018، أعلن سناب شات عن إطلاق متجر سناب، حيث تباع سلع بيتموجي المخصصة بواسطة صور رمزية من المستخدمين وأصدقائهم. تشمل العناصر المعروضة للبيعالقمصان، الأكواب، ستائر الحمام، حافظات الهواتف وغيرها.

### منصة التطوير
في يونيو 2018، أعلنت شركة سناب عن منصة تطوير جديدة تابعة لجهة خارجية تُعرف باسم عُدّة سناب : وهي مجموعة من المكونات التي تتيح للشركاء توفير تكامل مع جهات خارجية لبعض جوانب الخدمة. «عُدّة سناب» هي عبارة عن منصة تسجيل دخول اجتماعية تستخدم حسابات سناب شات. تم وصفه من طرف مستخدميه على أنه أكثر وعياً بالخصوصية من المنافسين، حيث إن الخدمات قادرة على تلقي اسم عرض المستخدم (واختيارياً، صورة بيتموجي الرمزية) فقط وتخضع لمهلة 90 يومًا من عدم النشاط، مما يمنع من جمع أي معلومات شخصية أو رسوم بيانية اجتماعية أخرى. تسمح «مجموعة أدوات الإبداع» للتطبيقات بإنشاء ملصقات خاصة بها لتتراكب مع منشورات سناب شات. يمكن استخدام «عُدّة ستوري» لتضمين وتجميع الستوريز المنشورة بشكل عام (على سبيل المثال، يقوم الموقع الموسيقي باندسينتاون باستخدام عُدّة ستوري لتجميع الستوريز التي ينشرها الموسيقيون)، بينما تسمح «عُدّة بيتموجي» بدمج ملصقات بيتموجي في تطبيقات الطرف الثالث.

### سناب النسخ الأصلية
استجابةً للمنافسة، نوَّع سناب شات محتواه من خلال إطلاق سناب النسخ الأصلية، وهو محتوى عرضي. تتضمن السلسلة محتوى مكتوبًا وأفلامًا وثائقية.
في يونيو 2020، أعلنت شركة سناب عن إنشاء أول عرض أصلي لها «ذا دروب» والذي«يمكن التسوق فيه»، وهو يركزعلى تعاون بين المشاهير والمصممين من أجل إحياء«موضة أزياء شارع حصرية». تكشف كل حلقة من «ذا دروب» العلاقة بين المصمم والشخصية المشهورة المتعاونة في العرض. سيتعرف المشاهدون على العنصر المعروض للبيع وكيف تم تجميعه بالإضافة إلى الوقت الذي سيتم فيه عرض العنصر للبيع في ذلك اليوم. في وقت لاحق من نفس اليوم، سيتم تحديث الحلقة بمزيد من المحتوى الذي يتضمن عبارة «مرر لأعلى للشراء» التي تحث المستخدم على الشراء.

## استقبال التطبيق

### اختراق ديسمبر 2013
تم اختراق سناب شات في 31 ديسمبر 2013. كشفت شركة جيبسون للأمن، وهي شركة أمنية أسترالية، عن ثغرة أمنية في واجهة برمجة التطبيقات للشركة في 27 أغسطس 2013، ثم أعلنت عن كود مصدر الإختراق في 25 ديسمبر. في 27 ديسمبر، أعلنت سناب شات أنها قامت بإضافة ميزات مخففة لتعزيز أمن تطبيقها. ومع ذلك، قامت مجموعة مجهولة باختراقها، قائلة إن الميزات المخففة لم تكن سوى «عقبات بسيطة». كشف المتسللون عن حوالي 4.6 مليون اسم مستخدم وأرقام هواتف في سناب شات على موقع ويب يسمى سناب شات ديبي. إنفو  وأرسلوا بيانًا إلى مدونة التكنولوجيا الشهيرة تك كرانش قائلين إن هدفهم كان «زيادة الوعي العام ... و ... الضغط على سناب شات لإصلاح الثغرة الأمنية». اعتذر سناب شات لمستخدميه بعد أسبوع من الاختراق.

### لجنة التجارة الفيدرالية
في عام 2014، قامت سناب شات بتسوية شكوى قدمتها لجنة التجارة الفيدرالية. زعمت الوكالة الحكومية أن الشركة بالغت للجمهور في مدى إمكانية اختفاء صور تطبيقات الهاتف المحمول. بموجب شروط الاتفاقية، لم يتم تغريم سناب شات، لكن خدمة التطبيقات وافقت على مراقبة سياساتها من قبل طرف مستقل لمدة 20 عامًا. خلصت لجنة التجارة الفيدرالية إلى أنه يجب منع سناب شات من «تحريف مدى احتفاظه بخصوصية أو أمان أو سرية معلومات المستخدمين».
بعد الاتفاقية، قام سناب شات بتحديث صفحة الخصوصية الخاصة به لتوضيح أن الشركة «لا يمكنها ضمان حذف الرسائل خلال إطار زمني محدد». حتى بعد حذف سناب شات لبيانات الرسائل من خدماتهم، قد تظل هذه البيانات نفسها في النسخ الاحتياطية لفترة زمنية معينة. في منشور مدونة عام، تم التصريح أنه «إذا حاولت في أي وقت استعادة البيانات المفقودة بعد حذفها عن طريق الخطأ أو ربما بعد مشاهدة حلقة من مسلسل سي اس آي: التحقيق في موقع الجريمة، فقد تعلم أنه باستخدام الأدوات المناسبة، من الممكن أحيانًا استرداد البيانات بعد حذفها».

### الحوادث
في سبتمبر 2015، كانت شابة تبلغ من العمر 18 عامًا تستخدم ميزة سناب شات تسمى «العدسة» لتسجيل السرعة التي كانت تقود بها سيارتها مرسيدس-بنز الفئة سي عندما اصطدمت بسيارة ميتسوبيشي أوتلاندر في هامبتون، جورجيا. أدى الحادث إلى إصابة كلا السائقين. قضى سائق الأوتلاندر خمسة أسابيع في العناية المركزة بينما كان يعالج من إصابات دماغية شديدة. في أبريل 2016، رفع سائق الأوتلاندر دعوى قضائية ضد كل من سناب شات ومستخدمة سناب شات، زاعمًا أن سناب شات كان يعلم أن تطبيقه يستخدم في مسابقات سرعة غير قانونية، ومع ذلك لم يفعل شيئًا لمنع مثل هذا الاستخدام الخطير، وهو ما يعتبر إهمالاً من طرف الشركة.
في أكتوبر 2016، وقع تصادم مماثل أثناء القيادة بسرعة 115 ميلاً في الساعة (185 كم / ساعة) في تامبا بولاية فلوريدا، مما أسفر عن مقتل خمسة أشخاص.

### البلدان الفقيرة
قال الموظف السابق في شركة سناب أنتوني بومبلانو في دعوى قضائية مرفوعة ضد الشركة، أدلى شبيغل بتصريح في عام 2015 مفاده أن سناب شات «للأثرياء فقط» وأنه «لا يريد التوسع في البلدان الفقيرة مثل الهند وإسبانيا». وأثارت الحادثة حملة غضب على تويتر أطلق عليها «#إلغاء تحميل سناب شات»، حيث قام المستخدمون الهنود بإلغاء تحميل التطبيق، وتسبب هذا في رد فعل عنيف ضد الشركة من حيث التقييمات المنخفضة «بنجمة واحدة» للتطبيق في متجر جوجل بلاي ومتجر أبل آب ستور. كما تراجعت أسهم سناب شات ب1.5 بالمئة.
ردًا على هذا الادعاء، وصف سناب شات ادعاء بومبلانو بكونه«سخيفًا»، وأوضح أن «سناب شات متاح للجميع بكل تأكيد. إنه متاح في جميع أنحاء العالم للتنزيل مجانًا.»

### دعوى قضائية أخرى
في يناير 2017، رفع الموظف السابق أنتوني بومبلانو دعوى قضائية متهمًا سناب شات بالتلاعب بمقاييس النمو بقصد خداع المستثمرين. قال بومبلانو إن الرئيس التنفيذي شبيغل كان يتجاهل مخاوفه وأن بومبليانو طُرد بعد ذلك بوقت قصير. أسقط القاضي ادعاءات بومبلانو بأن سناب شات انتهك قوانين حماية المستهلك، مستشهدا ببنود التحكيم في عقده.
ومع ذلك، واجهت شركة سناب رد فعل سلبي بسبب عدم الكشف عن محتوى الدعوى القضائية، مما أدى إلى انخفاض أسعار الأسهم، والعديد من الدعاوى القضائية الجماعية، وكذلك التحقيقات الفيدرالية.

### مخاوف بشأن خصوصية «خريطة سناب»
قوبل إصدار يونيو 2017 من «خريطة سناب»، وهي ميزة تبث موقع المستخدم على الخريطة، بمخاوف بشأن الخصوصية والأمان. تقدم الميزة، من خلال الاشتراك، رسالة تسأل عما إذا كان المستخدم يرغب في إظهار موقعه على الخريطة، ولكن يقال إنه لا يشرح تداعيات القيام بذلك، بما في ذلك أن التطبيق يقوم بتحديث موقع المستخدم على الخريطة في كل وقت يفتح فيه التطبيق وليس فقط عند التقاط السنابس، مما قد يساعد الملاحقين في الوصول لضحاياهم، خاصة وأنه من الممكن تكبير الخريطة لعرض معلومات جغرافية مفصلة، مثل عناوين الشوارع. ذكرت صحيفة ديلي تلغراف أن قوات الشرطة أصدرت تحذيرات تتعلق بسلامة الأطفال،  بينما كتبت منشورات إعلامية أخرى أن مخاوف تتعلق بالسلامة أثيرت أيضًا بشأن المراهقين والبالغين غير المدركين للسلوك الفعلي لهذه الميزة. في بيان إلى ذا فيرج، قال متحدث باسم سناب شات إن «أمان مجتمعنا مهم جدًا بالنسبة لنا ونريد التأكد من أن جميع مستخدمي سناب شات وأولياء الأمور والمعلمين لديهم معلومات دقيقة حول كيفية عمل خريطة سناب»  يمكن للمستخدمين العمل في «وضع الشبح»، أو اختيار الأصدقاء الذين يرغبون في مشاركة موقعهم معهم. على الرغم من وجود زيادة في الإعلانات على سناب شات، فقد صرح تشركة سناب شات أنها لا تخطط لعرض الإعلانات حول خريطة سناب.

### حادثة ريانا
في مارس 2018، تم نشر إعلان يحتوي على استطلاع رأي حول ريانا جاء فيه، "هل تفضل ضرب كريس براون أم صفع ريانا؟" غرّدت ريانا قائلة إن سناب شات «غير حساس لضحايا العنف المنزلي» وحثت المعجبين على حذف تطبيق سناب شات.

### مخاوف بشأن الصور
تم تحديد الاستخدام المتزايد لتطبيقات إعادة تشكيل الجسم والوجه مثل سناب شات وفايستون كسبب محتمل لاضطراب تشوه الجسم. في أغسطس 2018، كتب باحثون من مركز بوسطن الطبي في مقال عن الجراحة التجميلية للوجه أنه تم التعرف على ظاهرة أطلقوا عليها اسم''سناب شات ديسمورفيا ''، حيث يطلب الناس الجراحة لتبدو مثل النسخة المعدلة لأنفسهم كما تظهر من خلال سناب شات فيلترز.

### تجسس موظفي سناب شات على المستخدمين
في مايو 2019، تم إكتشاف أن العديد من موظفي سناب شات استخدموا أداة داخلية تسمى سناب لايون للتجسس على المستخدمين.

### تدعو موزيلا إلى إفصاحات عامة حول استخدام الذكاء الاصطناعي
أصدرت موزيلا التماسًا في سبتمبر 2019 يدعو إلى الإفصاح العام عن استخدام التطبيق لتقنية التعرف على مشاعر الوجه. لكن رفض ممثلو سناب شات مشاركة رد عام حول الأمر.

## محاولات امتلاك
رفض ايفان شبيغل الرئيس التنفيذي لتطبيق سناب شات في نوفمبر 2013، العرض المقدم من شركة غوغل للاستحواذ على تطبيقه، بقيمة 4 مليار دولار أمريكي بعدما تلقى عرضًا من قبل موقع فيسبوك بقيمة 3 مليار دولار، وقد رفض شبيغل كلا العرضين، إيماناً منهُ بأن قيمة تطبيقه سترتفع في المُستقبل، نتيجةً للنمو المُتزايد الذي يحققه التطبيق. 

## مكالمات فيديو
قررت الشركة أن تدعم تطبيق الكاميرا لاستخدام المحادثات البصرية أيضاً، فعند الدخول إلى المحادثة سوف يظهر زر أصفر وعند تغيره إلى اللون الأزرق فإنه يعني أن الشخص قد دخل إلى المحادثة ويمكنه إجراء مكالمة الفيديو بالكاميرا، وفي غضون بضع ثوان ستضيئ الشاشة بوجه الصديق الذي تتحدثون معه. أي لا يوجد رنين، ولا يوجد أيضاً مسألة “قبول الدعوة” الأمر الذي وصف بالغريب بعض الشيء، كما تم التعديل أيضاً على أسلوب المحادثات النصية لتكون أمتع من السابق، وعلى حدّ تعبير البيان الرسمي من الشركة، فإن التحديثات الأخيرة من شأنها أن “تُشعركم وكأن الشخص الذي تتحدثون معه معكم في نفس الغرفة، يبدو التطبيق مختلفاً قليلاً عن طبيعة بقية التطبيقات الأخرى الخاصة بالمحادثات النصية. خدمات مثل واتس آب وسكايب وغيرها، وخاصة التي تدعم مكالمات الفيديو منها 

## سناب شات تكشف عن أول نظَّارة ذكية لها
أعلن الرئيس التنفيذي لشركة سناب عن أحدث نظارة تقدمها الشركة للملايين من مستخدمي التطبيق تعرف بنظارة spectacles، كما تم تغيير اسم الشركة إلى سناب للتوسع بمنتجات جديدة تتخطى تطبيق سناب شات.
وكشفت مجلة وول ستريت عن أحدث ما تقدمه شركة سناب لمستخدمي التطبيق الأكثر شعبية Snapchat، في نظارة مجسمة بتصميم أنيق وسعر 129$، تدعم المستخدم في تصوير الفيديو لفترة 10 ثواني وإرسال الكليبات التي تم تصويرها ليتم تخزينها إلى هواتف الأيفون أو الأندوريد عبر الوايرلس، لتقدم تجربة سلسة في مشاركة الفيديو.
تعد نظارة Spectacles أول المنتجات التي تقدمها شركة سناب التي اتخذت اسم جديد اليوم للتوسع عن تطبيق سناب شات فقط، بتصميم يحاكي أي نظارة تقليدية مع زر في الجزء الجانبي للنظارة يدعم المستخدم في تسجيل فيديو عند النقر عليه، كما يمكن النقر من جديد لبدء تصوير فيديو أخر.
كما تأتي نظارة Spectacles لدعم المستخدم بالتصوير والتسجيل السريع أثناء الرحلات والأحداث المختلفة، لتقدم لمستخدمي تطبيق سناب تجربة جديدة في مشاركة الفيديو، حيث أكدت تصريحات الرئيس التنفيذي للشركة أن Spectacles تقدم ميزة ابتكار الكليبات بشكل سريع لتبقى في ذاكرة المستخدمين.  الجزيرة نت

## وصلات خارجية
- الموقع الرسمي